# Bulbophyllum affine
Bulbophyllum affine är en orkidéart som beskrevs av Nathaniel Wallich och John Lindley. Bulbophyllum affine ingår i släktet Bulbophyllum och familjen orkidéer. Inga underarter finns listade i Catalogue of Life.